# Une nuit à Tabarin
Pour plus de détails, voir Fiche technique et Distribution.
Une nuit à Tabarin est un film français réalisé par Karel Lamač, sorti en 1947.

## Fiche technique
- Réalisation : Karel Lamač
- Scénario : Ernst Neubach et Herbert Victor
- Musique : Robert Stolz
- Photographie : Charlie Bauer
- Son : Tony Leenhardt
- Directeur de production : Yves Ducygne
- Société de production : Ernst Neubach-Film
- Format : son mono - noir et blanc - 35 mm  - 1,37:1
- Genre : comédie
- Durée : 85 minutes
- Dates de sortie :
  - France - 31 décembre 1947
- Affiche : Bernard Lancy (France)

## Distribution
- Jacqueline Gauthier : Cora, la belle vedette du Bal Tabarin
- Robert Dhéry : André de Lurvine, un homme qui réclame la fermeture de Tabarin pour des raisons morales avant d'en... hériter !
- Jean Parédès : Jean
- Margo Lion : Marie Girard, une femme intransigeante qui, avec Lurvine, réclame la fermeture de Tabarin
- Denise Bosc : Micheline
- Félix Oudart : Georges Laurent
- Jeannette Batti : Jeannette
- Maxime Fabert : le notaire
- Guy-Lou : Morel
- Jean Hébey : le speaker
- Lisette Lebon
- Marcel Maupi : le maître de ballet
- Gaston Orbal : l'ami de Lurvine
- René Pascal : le docteur
- Jean Sinoël : Roupillac
- Georges Bever
- Cora Camoin
- Gustave Lacoste
- Jean Favre-Bertin
- Cécile Aubry